# مقاطعة فيليبس (كانساس)
مقاطعة فيليبس (بالإنجليزية: Phillips County)‏ هي إحدى المقاطعات في ولاية كانساس، الولايات المتحدة الأمريكية.

## أعلام
- جون دبليو. توماس